# Lilla Grytsjön, Småland
Lilla Grytsjön är en sjö i Oskarshamns kommun i Småland och ingår i Marströmmen-Viråns kustområde. Sjöns area är 0,044 kvadratkilometer och den är belägen 27 meter över havet.